# Вулиця тринадцяти тополь
«Вулиця тринадцяти тополь» (рос. «Улица тринадцати тополей») — український радянський художній фільм 1969 року режисерів Віктора Іванова і Абрама Народицького. Виробництво кіностудії імені Олександра Довженка.

## Сюжет
Не зовсім звичайні справи привели до Ташкента українського хлопчину Остапа. Його тітка, яка приїхала сюди під час війни, перед смертю заповіла Остапу будинок на вулиці Тринадцяти тополь. В Ташкенті він познайомився з дівчиною на ім'я Мастура. Дівчина погодилася показати Остапу перед від'їздом своє місто. Остап полетів, Мастура залишилася в Ташкенті. По прильоту до Києва Остап дізнався, що в Ташкенті стався землетрус.
Стривожений Остап повертається в Ташкент. Місто невпізнане. На вулиці Тринадцяти тополь він бачить зруйнований будинок дівчини, а неподалік будинок з оголошенням «Продається»…

## У ролях
- Володимир Волков
- Тамілла Ахмедова
- Йодгар Сагдиєв
- Турсуной Джафарова
- Машраб Юнусов
- Леонід Марченко
- Станіслав Молганов

## Творча група
- Сценарій: Дмитро Холендро
- Режисер: Віктор Іванов і Абрам Народицький
- Оператор: Михайло Іванов
- Композитор: Іван Карабиць